# Bahnhof Solingen Nord

Der Bahnhof Solingen Nord war ein Bahnhof in der Solinger Nordstadt, der südöstlich von Schlagbaum an der stillgelegten Bahnstrecke Solingen–Wuppertal-Vohwinkel lag.

## Geschichte

### Vorgeschichte
Nach der Verstaatlichung der nominell privaten Eisenbahn-Gesellschaften beschlossen die Preußischen Staatseisenbahnen, die Städte Solingen und Vohwinkel quer durch das Bergische Land zu verbinden. Der erste Bauabschnitt verband bereits ab 1887 den Vohwinkeler Bahnhof über Gräfrath mit Wald, nachdem eine Stichbahnstrecke schon seit 1867 vom neu errichteten Bahnhof Ohligs-Wald (heute Solingen Hauptbahnhof) bis zum Bahnhof Weyersberg führte. Die Bauarbeiten für das beide Strecken verbindende Teilstück zwischen Solingen(-Mitte) und Wald verzögerten sich aus unterschiedlichsten Gründen und konnten erst wesentlich später aufgenommen werden.:14ff.

### Eröffnung des Bahnhofs
Damit auch die Stadt Solingen an die neu errichtete Bahnstrecke Anschluss erhielt, gingen die Planungen von vornherein von zwei Bahnhöfen, einem südlich der Altstadt gelegenen (dem Bahnhof Solingen Süd) und einem im überwiegend industriell geprägten Norden der Stadt befindlichen, der Bahnhof Solingen-Nord heißen sollte. Letzterer lag eingebettet in eine Talmulde zwischen dem städtischen Schlachthof, dem Dorper Ortsteil Potshaus und den Häuserzeilen an der Haumann- und der Van-Meenen-Straße östlich vom Schlagbaum-Tunnel. Zwar schloss der beengte Standort bereits im Vorhinein größere Erweiterungen aus, doch das Gelände befand sich bereits vor Baubeginn in Besitz der Stadt Solingen, so dass keine Kosten für den Grunderwerb anfielen. Das vormals landwirtschaftlich genutzte Gelände musste jedoch durch erhebliche Erdbewegungen den Bedürfnissen des Bahnhofes angepasst werden.:34f.
Die Bauarbeiten für das Empfangsgebäude des Nordbahnhofes begannen im April 1888. Seine Gestaltung war noch weniger repräsentativ als die des Südbahnhofes. Wie auch der erste Bau des Südbahnhofes war der Nordbahnhof ein zusammenhängender Komplex aus Wartehalle und Güterschuppen in Fachwerkbauweise. Da für den Nordbahnhof ein deutlich geringeres Verkehrsaufkommen erwartet wurde, fielen dessen Ausmaße um etwa ein Drittel kleiner aus als beim Südbahnhof. Im April 1889 wurden am Bahnhof die Gleise verlegt, anschließend folgten die noch notwendigen Restarbeiten.
Mit Fertigstellung der Strecke zwischen Solingen und Wald am 12. Februar 1890 eröffnete auch der Nordbahnhof seine Pforten an der nach ihrem kurvenreichen Verlauf sogenannten Korkenzieherbahn. Die Eröffnung des Bahnhofes fand ohne große Feierlichkeiten statt, obwohl er inmitten des industriell geprägten Nordens der Stadt für die wirtschaftliche Entwicklung durchaus bedeutsam war.:35

### Betriebsjahre
Schon bei der Eröffnung gab es die Befürchtung, dass die Kapazitäten des Nordbahnhofes nicht ausreichen könnten. Alsbald bewahrheiteten sich diese Sorgen; der Güterschuppen musste schon im Jahre 1891 auf die doppelte Länge vergrößert werden. Doch auch diese Vorgehensweise vermochte die Probleme nicht nachhaltig zu lösen::35f.

„Heute liegt die Sache so, daß die Güterabfertigung Last hat, alle ankommenden Güter in gehöriger Weise unter Dach und Fach zu bringen. (...) Die Auf- und Abladegleise genügen seit Jahr und Tag dem stets gestiegenen Verkehr nicht mehr. Lagerplätze, für die doch an jedem Bahnhofe gesorgt sein müßte, sind gar nicht oder nur in ganz geringer Anzahl vorhanden. In der Nähe des Nordbahnhofes domizilirte Firmen müssen mangels geeigneter Lagerplätze wieder den alten Bahnhof Weyersberg aufsuchen und in Folge dessen ihre Wagenladungen auch von da abfahren.“

Die Wagenkapazität belief sich auf etwa 40, während Bedarf für etwa 60 Wagen bestand. So kam es, dass in der Folgezeit sämtliche noch verfügbaren Platzreserven für zusätzliche Ladegleise genutzt wurden. Besonders auf der Südostseite des Bahnhofes wurde in dieser Weise verfahren, da das Gelände zwischen der Cronenberger Straße und den beiden konfessionellen Friedhöfen bis dato noch unbebaut war. Allerdings bedeutete dies, dass die Fuhrleute bis zum Bahnhofsgebäude von dort aus lange Wege auf sich nehmen mussten. Auch die Stadt Solingen beschwerte sich im Jahre 1912 über die Verhältnisse am Nordbahnhof bei der Eisenbahnverwaltung. Einen besonderen Zankapfel stellte die Mitbenutzung der Gleise hin zum Städtischen Schlachthof durch die Bahn dar. Als die Gleise so marode waren, dass sie erneuert werden mussten, musste die Stadt die Bahn erst mühsam dazu überreden, die Kosten mitzutragen.:36ff.
Am Nordbahnhof bestand ab dem 4. November 1914 auch Anschluss an die Straßenbahnlinie 5 der Barmer Bergbahn, die Elberfeld über Cronenberg und Kohlfurth mit dem Mühlenplatz in Solingen verband. Die Barmer Bergbahn übernahm ab 1. August 1927 auch den Gütertransport zum Nordbahnhof für den Landmaschinenteileproduzenten Rasspe, von dessen ungünstig im Stöckener Tal gelegener Fabrik der Gütertransport bislang mühsam mit Pferdefuhrwerken hatte erfolgen müssen. Rasspe ließ daraufhin am Nordbahnhof auch einen eigenen Schuppen errichten, um das Umladen von Gütern zwischen Straßen- und Eisenbahn zu erleichtern. Noch im Jahre 1953 wurden an diesem Schuppen 1.200 Tonnen umgeschlagen, davon 70 Prozent im Versand und 30 Prozent im Empfang.:38f.

### Niedergang und Stilllegung

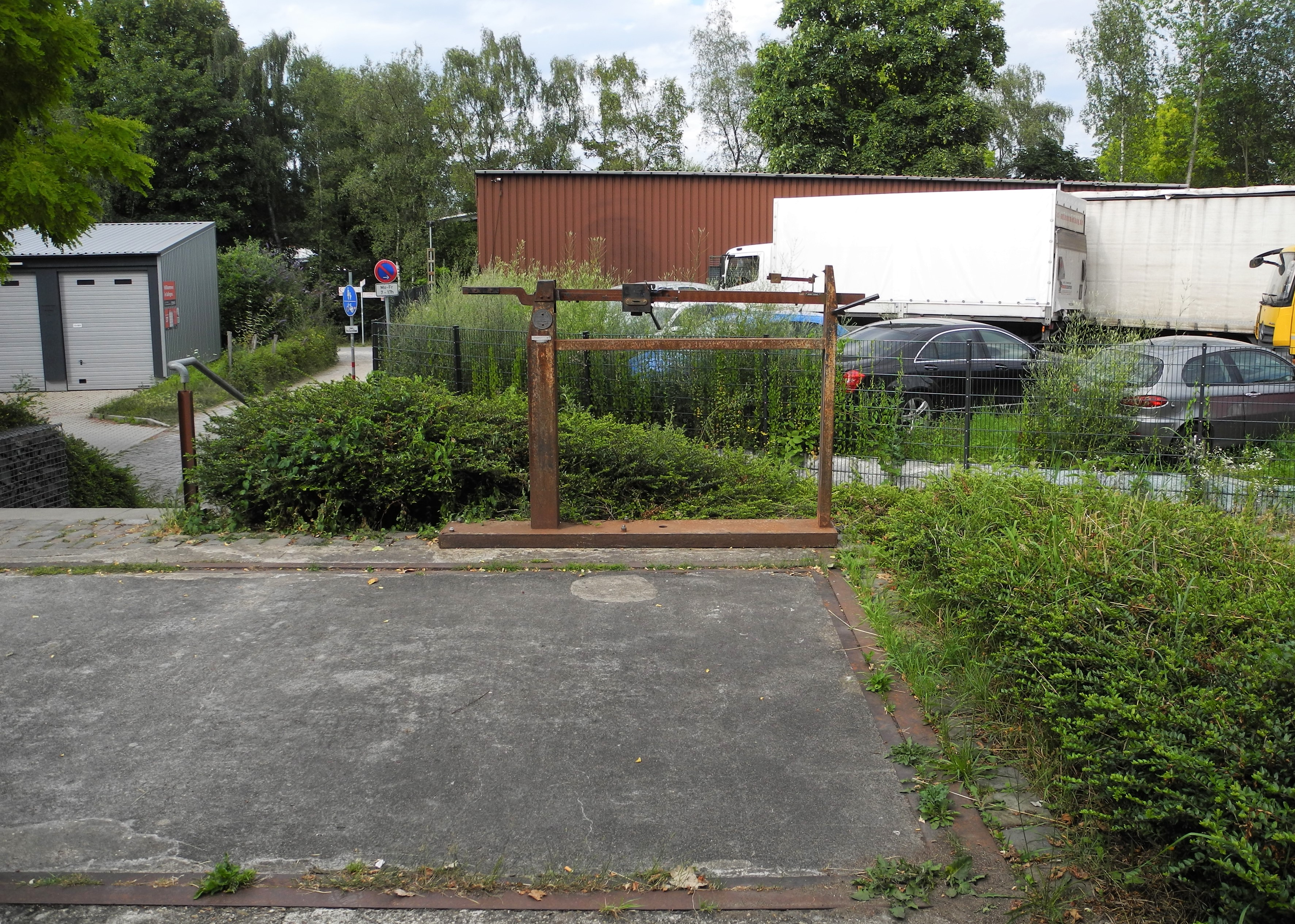
Schwerlastwaage am ehemaligen Nordbahnhof

Der Personenverkehr auf der Korkenzieherbahn wurde offiziell bereits am 2. November 1942 eingestellt. Es folgten jedoch noch Jahre später Sonderzüge im Personenverkehr. Der rege Güterverkehr am Nordbahnhof hatte im Jahre 1958 einen massiven Einschnitt zu verzeichnen. Die Wuppertaler Stadtwerke (Nachfolgegesellschaft der Barmer Bergbahn) hatten die Frachtsätze massiv angehoben, so dass die Firma Rasspe ihren Vertrag mit dem Unternehmen aufkündigte. Der Güterverkehr auf der Straßenbahn wurde schließlich zum 1. Oktober 1958 eingestellt und der Nordbahnhof verlor einen wichtigen Kunden.:38f.
Nichtsdestotrotz belebte der Güterverkehr nach wie vor das Tagesgeschäft am Nordbahnhof. Den ehemaligen Anschluss an den Schlachthof nutzte ab 1. Februar 1964 ein Kisten- und Holzpalettenhersteller. Dieser Anschluss wurde noch bis 1994 genutzt. Der leerstehende Güterschuppen wurde in den 1960er Jahren von einer Spedition angemietet. Einbrecher legten dort am 9. September 1971 ein Feuer. Durch das schnelle Eingreifen der Solinger Feuerwehr konnte das Empfangsgebäude vor einem Übergreifen der Flammen bewahrt werden. Allerdings wurde das Gebäude bereits im Jahre 1979 abgebrochen. An der Stelle der abgebrannten Lagerhalle errichtete die Spedition die noch heute stehende Halle, die noch bis zur endgültigen Stilllegung der Strecke am 31. März 1995 regelmäßig bedient wurde.:38f.
Im Zuge der Regionale 2006 wurde die Trasse der ehemaligen Bahnstrecke in einen Bahntrassenradweg umgewandelt, die Korkenziehertrasse. Der Bereich um den alten Nordbahnhof wurde im zweiten Bauabschnitt von der Brücke Kasinostraße bis zur Carl-Ruß-Straße bis Sommer 2005 gebaut. Auf dem Gelände des ehemaligen Nordbahnhofes entstanden ein Spiel- und ein Bolzplatz sowie ein Imbiss. An den Nordbahnhof erinnert bis heute eine im Bereich der Van-Meenen-Straße gelegene Schwerlastwaage mit einem Maximalgewicht von 20.000 Kilogramm.